# Committee for a Constructive Tomorrow
Le Committee for a Constructive Tomorrow (CFACT) (en français Comité pour un Lendemain Constructif) est une organisation à but non lucratif 501 (c) (3) basée à Washington, fondée en 1985 et qui préconise des solutions de libre marché aux problèmes environnementaux. Selon sa propre description, le CFACT cherche également à protéger les droits de propriété privée, à promouvoir des politiques économiques qui réduisent la pollution et à protéger la faune, et à fournir une «voix alternative sur les questions d'environnement et de développement».
L'organisation rejette le consensus scientifique sur le changement climatique.

## Personnel et financement
CFACT est régi par un conseil d'administration qui comprend le président fondateur David Rothbard. Le personnel comprend le directeur de communication Marc Morano et l'analyste politique Paul Driessen, auteur de Eco-Imperialism: Green Power, Black Death,.
Les revenus totaux au cours des années 2009 à 2011 ont été en moyenne d'environ 3 millions de dollars, comme indiqué sur le formulaire IRS 990 et ses états financiers annuels vérifiés de 2011. En 2010, près de la moitié du financement de CFACT provenait de Donors Trust, un fonds à but non lucratif conseillé par des donateurs, dans le but de «sauvegarder l'intention des donateurs libertaires et conservateurs»,. En 2011, CFACT a reçu une subvention de 1,2 million de dollars de Donors Trust, 40% des revenus de CFACT cette année-là. Peabody Energy a financé CFACT avant sa faillite, tout comme Murray Energy de Robert E. Murray avant sa faillite,.

## Lobbying
CFACT est une organisation membre de la Cooler Heads Coalition, qui rejette la science du climat, est connue pour promouvoir des mensonges sur le changement climatique. Elle a été caractérisée comme un chef de file dans les efforts visant à empêcher le gouvernement de lutter contre le changement climatique,. CFACT a protesté pour défendre l'exploration pétrolière et en opposition au protocole de Kyoto. CFACT soutient le forage pétrolier dans l'Arctic National Wildlife Refuge ainsi que la fracturation hydraulique dans les régions riches en gaz naturel et en pétrole du pays.

### DocumentaireClimate Hustle
Le film documentaire de 2016 Climate Hustle, co-écrit et présenté par Marc Morano du groupe de déni du changement climatique ClimateDepot, a été produit par "CFACT Presents", avec le président et directeur exécutif de l'organisation, David Rothbard, et Craig Rucker recevant les crédits de producteur exécutif,. Diffusé dans environ 400 salles à travers les États-Unis le 2 mai 2016, le film se moque de la science du climat à travers une série d'entretiens avec des négationnistes du changement climatique ainsi que des commentaires de Morano. Ars Technica a comparé le style du film à un "Gish Gallop", le qualifiant de « livraison rapide et ininterrompue d'affirmations superficielles et fausses sur la science du climat » qui forme « une liste de 80 minutes de toutes les blogosphère "sceptiques" sur le climat, afin de servir leurs revendications préférées ».

### Défi climatique de Copenhague 2009
Lors de la conférence COP15 à Copenhague, le CFACT a accueilli un événement qui se voulait rival à la COP15 de Copenhague, appelé Copenhagen Climate Challenge, auquel ont participé environ 50 personnes. Selon Lenore Taylor de The Australian, le professeur Ian Plimer a attiré un public de 45 personnes.
CFACT Europe est la filiale européenne de CFACT. Il a été fondé par l'historien allemand Holger Thuss.